# Veselîi Hai, Ohtîrka
Veselîi Hai (în ucraineană Веселий Гай) este un sat în comuna Vîsoke din raionul Ohtîrka, regiunea Sumî, Ucraina.

## Demografie
Componența lingvistică a localității Veselîi Hai
     Ucraineană (95%)
     Rusă (4,52%)
Conform recensământului din 2001, majoritatea populației localității Veselîi Hai era vorbitoare de ucraineană (95%), existând în minoritate și vorbitori de rusă (4,52%).